# Louis Dumont-Wilden
Louis Dumont-Wilden (1875-1963) est un écrivain, journaliste, essayiste, romancier et critique belge.
Il est l'un des fondateurs de l'hebdomadaire Pourquoi Pas ?
Il a été le président de l'Association des correspondants de journaux belges en France et membre de l'Académie de Langue et de Littérature Françaises de Belgique.
L’Académie française lui décerne le prix de la langue-française en 1928.

## Œuvres
- Visages de décadence, 1901
- Coins de Bruxelles, 1905
- Soucis des derniers soirs, 1906
- Fernand Khnopff, 1907
- Le Portrait en France, 1909
- La Belgique illustrée, 1911
- Le Coffre aux souvenirs, 1913
- Profils historiques, 1913
- L'Esprit européen, 1914
- Bruxelles et Louvain, 1916
- Anthologie des écrivains belges, poètes et prosateurs, 1917 (deux volumes)
- La Belgique en guerre, 1918
- La Belgique dans la grande guerre, 1925
- Bruges, 1925
- La Vie de Charles-Joseph de Ligne, prince de l'Europe française, 1927
- La Vie de Benjamin Constant, 1930
- Le prince errant : Charles Édouard, le dernier des Stuart, 1934

- Prix d’Académie 1934 de l’Académie française
- Albert Ier, roi des Belges, 1934

- Prix d’Académie 1935 de l’Académie française
- L'Évolution de l'Esprit européen, Flammarion, Bibliothèque de philosophie scientifique, 1936
- Villes d'art de Belgique, 1937
- Le Crépuscule des Maîtres, 1947

## Distinction
- Commandeur de la Légion d'honneur (en 1936)